# Val Verde Park
Val Verde Park és una concentració de població designada pel cens dels Estats Units a l'estat de Texas. Segons el cens del 2000 tenia 1.945 habitants.

## Demografia
Segons el cens del 2000, Val Verde Park tenia 1.945 habitants, 521 habitatges, i 451 famílies. La densitat de població era de 915,8 habitants per km².
Dels 521 habitatges en un 57% hi vivien nens de menys de 18 anys, en un 69,9% hi vivien parelles casades, en un 11,7% dones solteres, i en un 13,4% no eren unitats familiars. En el 12,3% dels habitatges hi vivien persones soles el 3,6% de les quals corresponia a persones de 65 anys o més que vivien soles. El nombre mitjà de persones vivint en cada habitatge era de 3,73 i el nombre mitjà de persones que vivien en cada família era de 4,08.
Per edats la població es repartia de la següent manera: un 39,1% tenia menys de 18 anys, un 11% entre 18 i 24, un 27,5% entre 25 i 44, un 15,9% de 45 a 60 i un 6,6% 65 anys o més.
L'edat mediana era de 25 anys. Per cada 100 dones de 18 o més anys hi havia 97,8 homes.
La renda mediana per habitatge era de 29.211 $ i la renda mediana per família de 32.984 $. Els homes tenien una renda mediana de 21.161 $ mentre que les dones 15.104 $. La renda per capita de la població era de 7.893 $. Aproximadament el 25,3% de les famílies i el 25,9% de la població estaven per davall del llindar de pobresa.

## Poblacions més properes
El següent diagrama mostra les poblacions més properes.